# 죽음의 5단계
죽음의 5단계(five stages of grief)는 엘리자베스 퀴블러 로스가 거론한 죽음과 관련된 임종 연구 분야의 이론이며 퀴블러 로스 모델(Kübler-Ross model), '죽음의 10단계' 등으로 불리기도 한다.
인간이 자신의 죽음을 서서히 맞이하는 데에 부정에서부터 분노, 타협, 우울, 수용의 단계들을 거치면서 이를 받아들이게 되는 심리상태를 가리킨다.
퀴블러로스는 널리 알려진 슬픔의 5단계를 넘어 감정적 반응의 추가 단계를 식별했다. 퀴블러로스는 잘 알려진 부정, 분노, 협상, 우울, 수용 단계와 함께 충격, 부분적 부정, 준비적 슬픔(예상적 슬픔이라고도 함), 희망, 외부 대상이나 관계에서 감정적 투자를 철회하는 과정을 의미하는 데카텍시스와 같은 다른 "단계"를 자세히 설명했다. 그녀는 또한 죄책감, 불안, 무감각을 포함한 다른 감정적 반응을 인정했다.
죽음과 임종에 대한 책의 주요 목적은 단순히 "단계별"로 죽음의 경험을 정의하는 것이 아니라, 의료 행위와 그 너머에서 보다 인도적이고 환자 중심적인 접근 방식을 옹호함으로써 죽어가는 환자의 경험에 대한 태도를 근본적으로 바꾸는 것이었다.

## 역사
이 모델은 퀴블러로스가 1969년 저서 《죽음과 죽어감에 관하여》(On Death and Dying)에서 소개했으며, 말기 환자들과의 작업을 통해 영감을 받았다. 의과대학에서 죽음과 임종에 대한 교육이 부족하다는 점에 착안하여, 퀴블러로스는 시카고 대학교의 프리츠커 의과대학에서 죽음과 그에 직면한 사람들을 연구했다. 퀴블러로스의 프로젝트는 일련의 세미나로 발전했으며, 이는 환자 인터뷰 및 이전 연구와 함께 그녀의 저서의 기초가 되었다. 퀴블러로스가 단계 모델을 만든 것으로 흔히 알려져 있지만, 에리히 린데만, 콜린 머레이 파크스, 존 볼비와 같은 초기 애도 이론가 및 임상가들은 이미 1940년대부터 유사한 단계 또는 국면 모델을 사용했다. 1970년 《죽음과 죽어감에 관하여》의 초판 영문판 서문에서 콜린 머레이 파크스는 '이 책은 일부 미국인들이 죽음에 어떻게 대처했는지 설명한다'고 썼다.
퀴블러로스는 자신의 저서에서 당시의 의학 발전이 사람들이 죽음을 인식하고 경험하는 방식에 변화를 가져온 전환점이라고 언급한다. 이로 인해 소아과 의사들은 100년 전보다 환자들의 생명을 위협하는 질병을 덜 보게 되었다.
퀴블러로스는 1974년 저서 《죽음과 죽어감에 대한 질문과 답변》(Questions and Answers on Death and Dying)에서 이미 단계들이 엄격하게 선형적인 순서로 경험되지 않는다는 것을 관찰했다. 그녀는 "대부분의 환자들이 두세 단계를 동시에 나타냈으며, 이는 항상 같은 순서로 발생하지 않는다"고 언급했다. 그녀는 나중에 오해를 불러일으킨 방식으로 글을 쓴 것을 후회했다. 애도 연구자 케네스 J. 도카는 "퀴블러로스는 원래 이 단계들을 사람들이 질병과 죽음에 대처하는 방식을 반영하는 것으로 보았지, 사람들이 애도하는 방식을 반영하는 것으로 보지 않았다"고 관찰했다. 1980년대에 슬픔의 다섯 단계는 퀴블러로스 변화 곡선으로 발전했으며, 이는 현재 기업에서 조직 변화와 손실을 관리하고 헤쳐나가는 데 널리 활용되고 있다.
2019년 현재 《죽음과 죽어감에 관하여》는 41개 언어로 번역되었으며, 사이먼 & 슈스터에서 50주년 기념판을 출간했다. 2019년 12월, 미국 생명윤리학 저널(The American Journal of Bioethics)은 엘리자베스 퀴블러로스의 저서 《죽음과 죽어감에 관하여》의 50주년을 기념하는 특별호(제19권 12호)를 발간했다.

## 슬픔의 단계

베르트랑 그롱댕이 프랑스 텔레콤의 퀴블러로스 아이디어 발표를 바탕으로 개발한 도표

슬픔 또는 인생을 바꾸는 사건의 두 가지 가능한 결과를 보여주는 도표

퀴블러로스는 원래 말기 환자들이 자신의 죽음을 받아들이는 과정을 설명하기 위해 단계를 개발했지만, 이후 비슷한 과정을 겪는 것으로 보이는 애도하는 친구와 가족에게도 적용되었다. 대중적으로 DABDA라는 약어로 알려진 단계들은 다음과 같다:
1. 부정 – 첫 번째 반응은 부정이다. 이 단계에서 개인은 발생한 사건이 어떤 식으로든 잘못되었다고 믿으며, 거짓되고 더 나은 현실에 집착한다. 일부는 일어나는 일을 받아들였을 다른 사람들을 피하며 스스로를 고립시키기도 한다.[3] 이 단계는 개인이 죽음을 숙고하면서 단계를 거쳐 나갈 충분한 시간이 있다면 일반적으로 일시적인 방어막이다.[3] 퀴블러로스는 자신의 저서에서 기술 발전이 사람들로 하여금 폭력적이고 고통스러운 죽음을 두려워하게 만들었으며, 따라서 심리적 보호를 위해 자신의 피할 수 없는 죽음의 현실을 부정한다고 말한다.[3]
2. 분노 – 개인이 부정을 더 이상 지속할 수 없다는 것을 인식하면, 특히 가까운 사람들에게 좌절감을 느낀다. 이 단계를 겪는 사람의 심리적 반응은 다음과 같다: "왜 나야? 불공평해!"; "어떻게 이런 일이 나에게 일어날 수 있지?"; "누구 탓이야?"; "왜 이런 일이 일어나야 해?". 일부는 사랑하는 사람, 의료진, 다른 가족에게 화풀이를 할 수도 있다.[3] 퀴블러로스의 또 다른 저서인 《죽음과 죽어감에 대한 질문과 답변》에서 그녀는 이 단계에 있는 사람들이 자신의 감정을 느끼도록 최선을 다하고 분노를 개인적으로 받아들이지 않도록 해야 한다고 강조한다.[19]
3. 타협 – 세 번째 단계는 개인이 슬픔의 원인을 피할 수 있기를 바라는 것을 포함한다. 일반적으로 수명 연장을 위한 협상은 개선된 생활 방식을 대가로 이루어진다. 덜 심각한 트라우마에 직면한 사람들은 타협하거나 절충을 모색할 수 있다. 예를 들어, 딸의 결혼식에 참석하기 위해 "신과 협상"하는 말기 환자, 개선된 생활 방식을 대가로 더 많은 시간을 살기 위한 타협 시도 또는 "그들의 삶을 내 삶과 바꿀 수 있다면"과 같은 문구가 있다.
4. 우울 – "너무 슬퍼, 뭘 해도 소용없어?"; "곧 죽을 텐데, 무슨 소용이야?"; "사랑하는 사람이 그리워; 왜 계속 살아야 해?"
네 번째 단계에서 개인은 자신의 죽음을 인식하고 절망한다. 이 상태에서 개인은 침묵하고 방문객을 거부하며 많은 시간을 슬픔과 우울함에 잠길 수 있다.
5. 수용 – "괜찮을 거야."; "싸울 수 없어; 그냥 받아들일 준비를 해야지."
 이 마지막 단계에서 개인은 자신의 죽음이나 피할 수 없는 미래, 또는 사랑하는 사람의 죽음이나 다른 비극적인 사건을 받아들인다. 죽어가는 사람들은 생존자들보다 먼저 이 상태에 도달할 수 있으며, 이는 일반적으로 개인에게 차분하고 회고적인 시각과 안정된 감정 상태를 동반한다.

퀴블러로스는 《죽음과 죽어감에 관하여》 50주년 기념판 251페이지의 전체 페이지 그래픽에 설명된 바와 같이, 널리 인정되는 다섯 단계를 넘어선 추가적인 감정 반응 단계를 확인했다. 부정, 분노, 타협, 우울, 수용이라는 잘 알려진 단계 외에도 퀴블러로스는 충격, 부분적 부정, 준비적 애도(예기 애도라고도 함), 희망, 그리고 외부 대상이나 관계로부터 감정적 투자를 철회하는 과정을 의미하는 탈탈착(decathexis)과 같은 다른 "단계"들을 상세히 설명했다. 그녀는 또한 죄책감, 불안, 무감각을 포함한 다른 감정 반응들도 인정했다.
퀴블러로스는 첫 번째 저서 《죽음과 죽어감에 관하여》 출간 후 《죽음과 죽어감에 대한 질문과 답변》에서 질문에 답했다. 그녀는 어떤 환자에게도 직접적으로 죽음을 고지해서는 안 되며, 의료진은 환자가 죽음에 대해 물을 때까지 기다려야 한다고 강조했다. 그녀는 또한 자신의 저서에서 의료진이 우선적으로 환자의 말에 귀 기울여야 하며, 환자의 자결권이 여전히 존중되어야 한다고 제안한다.
데이비드 케슬러와 공동 저술한 사후 출간된 책에서 퀴블러로스는 이 모델을 광범위한 개인적 상실에 적용하도록 확장했으며, 이는 슬픔뿐만 아니라 변화에 더 가깝다는 점을 인정했다. 퀴블러로스 변화 곡선으로 더 흔히 알려진 이 광범위한 틀은 사랑하는 사람의 죽음, 직업 또는 소득 상실, 큰 거절, 관계 단절 또는 이혼, 약물 중독, 질병 발병 또는 불임, 심지어 보험 적용 범위 상실과 같은 사소한 문제까지 다양한 형태의 상실을 포함한다. 케슬러는 또한 "의미"를 애도의 여섯 번째 단계로 제안했다. 다른 저자들도 단계 이론을 탐구하고 확장했으며, 클레어 비드웰 스미스는 자신의 저서 《불안: 슬픔의 잃어버린 단계》(Anxiety: The Missing Stage of Grief)에서 퀴블러로스의 원래 틀을 넘어선 감정 반응 및 적응의 추가 측면을 다루었다.
2020년, 코로나19 범유행 기간 동안 케슬러는 다섯 단계를 바이러스에 대한 반응에 적용하며 말했다: "이것은 지도가 아니라 이 미지의 세계에 대한 일부 틀을 제공합니다."
"우리가 초기에 많이 보았던 부정(이 바이러스는 우리에게 영향을 미치지 않을 거야)이 있습니다. 분노(집에 있으라고 하고 내 활동을 뺏어가다니)도 있습니다. 타협(좋아, 2주 동안 사회적 거리를 두면 모든 게 나아질 거야, 그렇지?)도 있습니다. 슬픔(언제 끝날지 모르겠어)도 있습니다. 그리고 마침내 수용이 있습니다. 이런 일이 일어나고 있어; 어떻게 진행해야 할지 알아내야 해.

상상할 수 있듯이, 수용에 힘이 있습니다. 우리는 수용에서 통제력을 찾습니다. 손을 씻을 수 있습니다. 안전한 거리를 유지할 수 있습니다. 가상으로 일하는 방법을 배울 수 있습니다." 

## 비판
이 다섯 단계 애도 모델에 대한 비판은 주로 퀴블러로스가 설명한 단계를 지지하는 실증적 연구 및 경험적 증거의 부족과, 반대로 애도 표현의 다른 방식을 지지하는 경험적 증거에 초점을 맞춘다. 더욱이, 퀴블러로스의 모델은 특정 시기 특정 문화의 산물이며 다른 문화권 사람들에게는 적용되지 않을 수 있다는 주장도 제기되었다. 이러한 관점은 노인학, 노화, 죽음 분야의 인정받는 전문가였던 로버트 J. 카스텐바움(1932–2013)을 포함한 많은 전문가들에 의해 표현되었다. 카스텐바움은 그의 저술에서 다음 사항들을 제기했다:
- 이러한 단계들의 존재가 입증되지 않았다.
- 사람들이 실제로 1단계에서 5단계로 이동한다는 증거가 제시되지 않았다.
- 방법론의 한계가 인정되지 않았다.
- 설명과 처방 사이의 경계가 모호하다.
- 엄청난 차이를 만들 수 있는 즉각적인 환경의 자원, 압력, 특성이 고려되지 않았다.

2003년 마시에프스키와 동료들이 예일 대학교에서 애도하는 개인들을 대상으로 실시한 널리 인용되는 연구는 다섯 단계 가설과 일치하는 일부 결과를 얻었지만, 다른 결과는 일치하지 않았다. 또한 같은 저널에 이 연구를 비판하고 단계 개념에 반대하는 여러 서한이 발표되었다. 예를 들어, "수용"이 애도의 마지막 단계가 아니라, 데이터는 실제로 측정된 첫 번째 및 모든 다른 시점에서 가장 자주 지지되는 항목임을 보여주었다고 지적되었다. 또한 표본 집단의 문화적 및 지리적 편향이 통제되지 않았고, 연구를 위해 원래 모집된 전체 참가자 중 거의 40%가 단계 모델에 맞지 않아 분석에서 제외되었다고 지적되었다. 후속 연구에서 프리거슨과 마시에프스키는 수용(감정적 및 인지적)에 초점을 맞추고 단계에서 벗어나, 그들의 이전 결과가 "애도의 '상태'로 더 정확하게 설명될 수 있다"고 썼다.
컬럼비아 대학교 임상 심리학 교수 조지 보난노는 자신의 저서 《슬픔의 다른 면: 상실 후 삶에 대해 새로운 애도 과학이 우리에게 알려주는 것》(The Other Side of Sadness: What the New Science of Bereavement Tells Us About Life After a Loss)에서 20년 동안 수천 명의 피험자를 대상으로 한 동료 심사 연구를 요약하며, 자연스러운 심리 탄성이 애도의 주요 구성 요소이며 애도를 통과할 단계가 없다고 결론 내린다. 보난노의 연구는 또한 애도나 트라우마 증상의 부재가 건강한 결과임을 입증했다.
사회 과학자들 사이에서 또 다른 비판은 이론적 기반의 부족이다. 단계들이 일화에서 비롯되었고 근본적인 이론적 원리에서 비롯된 것이 아니기 때문에 개념적 혼란이 있다. 예를 들어, 일부 사람들은 일부 단계는 감정을 나타내고 다른 단계는 인지 과정을 나타내어, 마치 경험된 감정이 서로를 구별해야 하는 것처럼 비판한다. 또한, 상태 간의 자의적인 구분선에 대한 합리적인 근거도 없다. 반면에, 애도와 사별의 과정을 더 잘 나타내는 다른 이론 기반의 과학적 관점들이 있다: 궤적 접근법, 인지적 스트레스 이론, 의미 만들기 접근법, 심리사회적 전환 모델, 이중 경로 모델, 이중 과정 모델, 그리고 과제 모델.
잘못된 적용은 애도하는 사람들이 적절하게 대처하지 못한다고 느끼게 하거나, 사회망 구성원 및 의료 전문가에 의한 비효율적인 지원으로 이어질 수 있으므로 해로울 수 있다. 이 단계들은 원래 기술적인 의미였지만 시간이 지남에 따라 규범적인 의미가 되었다. 일부 간병인들은 애도 단계들을 "올바른 순서"로 경험하지 못하거나 하나 이상의 애도 단계를 경험하지 못하여 괴로워하는 내담자들을 상대해야 했다.
이 분야의 일부 실무자들의 동료 심사 연구나 객관적인 임상 관찰에서의 비판과 지지 부족은 애도 단계가 있다는 개념을 신화와 오류로 분류하게 만들었다. 그럼에도 불구하고 이 모델의 사용은 대중 뉴스 및 엔터테인먼트 매체에서 지속되었으며, 일부 전문가들은 이 모델의 정확성에 대한 확신을 표명했다.
퀴블러로스는 개별 경험의 가변성과 복잡성을 인정하며, 감정 반응의 이른바 "단계"를 일반적인 패턴을 설명하기 위한 틀로 사용했다. 그녀는 이러한 단계를 명확성을 위해 인위적으로 분리된 범주로, 감정 반응이 유동적이고 겹칠 수 있다는 이해를 바탕으로 한 발견적 장치라고 명시적으로 설명했다. 그녀의 저서에서 퀴블러로스는 이 "단계"들이 겹치거나 동시에 발생하거나 완전히 건너뛸 수 있다고 반복적으로 경고했으며, 심지어 책의 도식적 표현에서 "단계"라는 용어를 인용 부호 안에 넣어 그 잠정적인 성격을 강조했다. 《죽음과 죽어감에 관하여》의 주된 목적은 단순히 죽음의 경험을 "단계"로 정의하는 것이 아니라, 의료 행위 및 그 이상에서 보다 인간적이고 환자 중심적인 접근 방식을 옹호함으로써 죽어가는 환자의 경험에 대한 태도를 근본적으로 재구성하는 것이었다.

## 더 읽어보기
- Scire P (2007). 《Applying Grief Stages to Organizational Change》.
- Brent MR (1981). 《An Attributional Analysis of Kübler-Ross' Model of Dying》 (학위논문). Harvard University. OCLC 77003423.
- Van der Poel, Johannes Hendrikus (2000). 《An Evaluation of the Relevance of the Kübler-Ross Model to the Post-injury Responses of Competitive Athletes》. 프리 스테이트 대학교.